# Chaoilta pilipes
Chaoilta pilipes är en stekelart som beskrevs av Cameron 1910. Chaoilta pilipes ingår i släktet Chaoilta och familjen bracksteklar. Inga underarter finns listade i Catalogue of Life.